# Konstantinos XI Palaiologos
Konstantinos XI Palaiologos, Latinh hóa là Palaeologus (tiếng Hy Lạp: Κωνσταντίνος ΙΑ' Δραγάσης Παλαιολόγος (Serbia: Константин Палеолог Драгаш), Kōnstantinos XI Dragasēs Palaiologos; 1404 - 1453) là vị Hoàng đế cuối cùng của Đế quốc Byzantine (đôi lúc còn được xem là vị Hoàng đế La Mã cuối cùng), đồng thời còn là thành viên của Nhà Palaiologos, trị vì từ năm 1449 tới 1453. Ông đã tử trận trong trận chiến cuối cùng với Đế quốc Ottoman nhằm bảo vệ kinh thành Constantinopolis. Ông sau này trở thành nhân vật huyền thoại trong câu chuyện dân gian của Hy Lạp là "Hoàng đế Cẩm Thạch", người muốn thức tỉnh và khôi phục lại Đế quốc và Constantinopolis từ người Thổ. Cái chết của Konstantinos đánh dấu sự cáo chung của Đế quốc Đông La Mã, đế quốc đã cai trị nửa phía Đông suốt 1000 năm (980 năm) sau khi Đế quốc Tây La Mã diệt vong.

## Tiểu sử

### Gia đình
Konstantinos sinh vào ngày 8 tháng 2 năm 1404 tại Constantinopolis. Là người con thứ tám trong số mười người con của vua Manuel II Palaiologos với Hoàng hậu Helena Dragaš xứ Serbia, con gái của Hoàng thân xứ Serbia Konstantinos Dragaš. Ông cực kỳ thương yêu mẹ mình và đã thêm họ Dragases của bà cho triều đại kế tục của riêng mình một khi ông lên ngôi Hoàng đế. Phần lớn suốt thời thơ ấu Konstantinos sống tại Constantinopolis dưới sự trông nom của cha mẹ ông. Trong thời gian người anh trai của ông vắng mặt ở Ý, Konstantinos đã đảm nhận chức nhiếp chính tại Constantinopolis từ năm 1437 đến 1440.

### Vua xứ Morea

Lãnh thổ Công quốc chuyên chế Morea vào năm 1450.

Tháng 10 năm 1443, Konstantinos được phong làm Công tước xứ Morea (tên thời Trung Cổ của bán đảo Peloponnesus), cai trị trong một pháo đài và cung điện ở Mistra. Vào thời điểm đó, Mistra là một thị trấn được củng cố chắc chắn và còn được gọi là Sparta hoặc Lacedaemon do nó nằm ở nơi tương đồng với thành phố cổ đại xa xưa, đồng thời còn là một trung tâm nghệ thuật và văn hóa có thể sánh với Constantinopolis.
Sau khi lên ngôi, Konstantinos tiếp tục củng cố việc phòng ngự Morea, bao gồm cả việc xây dựng lại một bức tường thành băng ngang qua Eo đất Corinth được gọi là "Hexamilion" (dài sáu dặm) theo lời đề nghị của Plethon, một học giả nổi tiếng và là thầy giáo của ông.
Hè năm 1444, Konstantinos mang quân xâm chiếm Công quốc Athena gốc Latin từ Morea, nhanh chóng chinh phục được Thebes và Athena, buộc Công tước Florentine phải tiến hành cống nạp hằng năm cho ông. Lãnh địa này do Nerio II Acciaioli cai trị, một chư hầu của Sultan thuộc Đế quốc Ottoman.
Người Thổ, cảm thấy thất vọng từ nỗ lực của người Hy Lạp nhằm bành trướng từ vùng Morea vào trung tâm Hy Lạp bắt đầu chuẩn bị binh mã xâm chiếm. Mùa thu năm 1446, vị Sultan vốn đã thoái ẩn là Murad II đã dẫn đầu một đội quân khoảng 50-60.000 người tiến vào Hy Lạp để đặt dấu chấm hết cho những tham vọng của Konstantinos. Mục đích của ông không nhằm chinh phục xứ Morea mà là để dạy cho người Hy Lạp và vua của họ một bài học trừng phạt. Konstantinos và người anh Thomas của ông đã dốc sức vào một cuộc tấn công ở Hexamilion, nơi mà quân Thổ đang xâm phạm vào ngày 27 tháng 11 năm 1446.
Trong khi các bức tường thành có thể tổ chức chống lại các cuộc tấn công thời Trung cổ, Sultan Murad lại sử dụng các khẩu súng thần công bắn phá dữ dội để hỗ trợ cho binh sĩ hộ tống những khí cụ vây thành thông thường và mang theo thang mây, sau một hồi kịch chiến ác liệt thì hầu như tường thành Hexamilion rơi vào tình trạng đổ nát và hoang tàn vào ngày 10 tháng 12. Konstantinos và Thomas vội vàng dẫn gia quyến bỏ thành chạy trốn thì xứ Morea bị quân Ottoman chiếm ngay tức khắc. Điều này đặt dấu chấm hết cho nỗ lực của Konstantinos nhằm mở rộng lãnh thổ công quốc của ông.

### Hôn nhân
Konstantinos XI có hai lần kết hôn: lần đầu tiên vào ngày 1 tháng 7 năm 1428 với Theodora Tocco, cháu gái của Carlo I Tocco xứ Epirus, người đã mất vào năm 1429; lần thứ hai với Caterina Gattilusio, con gái của Dorino xứ Lesbos, bà mất trong khi sinh con vào năm 1442. Vì vậy mà Konstantinos không có người nối dõi từ hai cuộc hôn nhân này.
Sau khi Konstantinos XI chính thức đăng quang ngôi vị Hoàng đế Byzantine vào năm 1451. Ông đã cử một phái đoàn dưới quyền George Sphrantzes tới hỏi cưới Mara Branković, con gái của Quốc chủ Đurađ Branković xứ Serbia và công chúa Byzantine Irene Kantakouzene, về sau trở thành góa phụ của Murad II (Maria đã được phép trở về với cha mẹ của bà ở Serbia sau khi Murad mất). Lời cầu hôn được sự hoan nghênh của cha bà là Đurađ Branković, nhưng lại vấp phải sự phản đối của bản thân Maria và bà đã thề rằng "nếu Chúa có thể giải thoát bà từ tay của kẻ vô đạo cô sẽ sống một cuộc đời độc thân và trinh nguyên cho phần đời còn lại của mình". Vì vậy mà lời cầu hôn thất bại và Sphrantzes đã thu xếp một cuộc hôn nhân khác với một công chúa đến từ Đế quốc Trebizond hoặc Vương quốc Gruzia. Cuối cùng họ đã chọn một vị công chúa Gruzia không rõ họ tên và là con gái của George VIII. Konstantinos bắt đầu các cuộc đàm phán chính thức với vua Gruzia, hai bên bắt đầu phái sứ giả sang tiến hành công việc ở Constantinopolis. Kết quả cuộc hôn nhân được chấp nhận, vào mùa xuân năm tới Sphrantzes nhổ neo tới Georgia để mang cô dâu tới Constantinopolis, tuy nhiên kế hoạch của Konstantinos bất thành do sự kiện bi thảm đột ngột xảy ra vào năm 1453.

### Trị vì

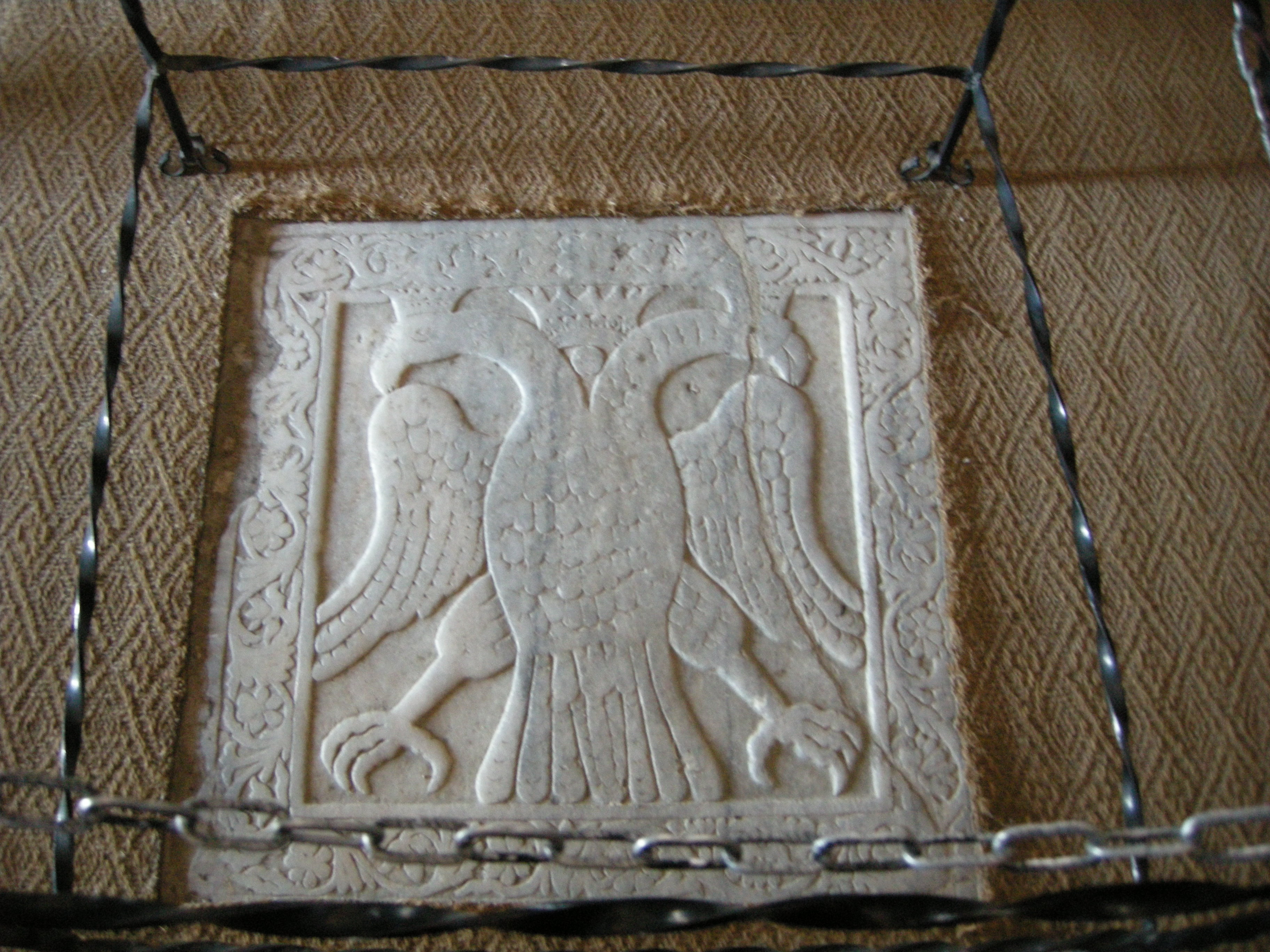
Bức phù điêu bằng đá cẩm thạch của một con đại bang hai đầu trong Nhà thờ Thánh Demetrios ở Mystras, là chỗ đánh dấu nơi mà Konstantinos XI đã đăng quang.

Dù gặp những khó khăn trong và ngoài nước xảy ra liên miên trong thời kì trị vì của Konstantinos XI đã lên đến đỉnh điểm trong sự kiện Constantinopolis thất thủ và Đế quốc Byzantine chính thức tiêu vong, các nguồn sử liệu đương thời đều nhắc đến Hoàng đế Konstantinos với tất cả sự trân trọng. Khi anh trai ông là Hoàng đế Ioannes VIII Palaiologos mất vào năm 1449 mà không có người kế thừa, đã xảy ra cuộc tranh chấp ngai vàng giữa Konstantinos và người anh Demetrios Palaiologos. Demetrios cố gắng lôi kéo sự ủng hộ từ phe đối lập của ông nhằm liên minh giữa giáo hội Chính Thống và Công giáo. Hoàng hậu Helena đóng vai trò là nhiếp chính, đã hỗ trợ cho Konstantinos. Họ kêu gọi Sultan Murad II của Ottoman tới phân xử sự bất đồng này.
Murad chọn ủng hộ Konstantinos và vào ngày 6 tháng 1 năm 1449, Konstantinos làm lễ đăng quang trong một thánh đường ở Mistra với sự tham gia của giám mục địa phương thay vì tại thánh đường Hagia Sophia ở Constantinopolis. Đây là một việc hiếm hoi nhưng không phải là chưa có tiền lệ đối với một vị hoàng đế nào lại phải làm lễ lên ngôi ở một thành phố cấp tỉnh. Người sáng lập ra vương triều Palaiologos lên ngôi ở Nicaea thuộc Tiểu Á, John Cantacuzene tại Adrianople xứ Thrace. Nhưng họ từng có ý nghĩ rằng lễ đăng quang nên được tổ chức lại tại Constantinopolis, do đích thân Thượng phụ cử hành nghi lễ. Riêng Konstantinos được xem là ngoại lệ. Vị Thượng phụ lúc ấy là Gregory III, người theo chủ nghĩa hợp nhất (xem Ly giáo Đông-Tây) bị giới tu sĩ của ông xa lánh. Konstantinos biết rằng việc trao vương miện từ Gregory như đổ thêm dầu vào lửa của sự bất hòa về tôn giáo ở thủ đô. Vì vậy, Konstantinos cùng đoàn tùy tùng và cận thần khởi hành trên một hạm đội Venice tới Constantinopolis vào ngày 12 tháng 3 năm 1449.
Sultan Murad mất vào năm 1451 và người con trưởng của ông ta là Mehmed II lên kế ngôi. Ngay sau đó, Mehmed II bắt đầu xúc tiến cho việc chinh phục Constantinopolis. Đáp lại, Konstantinos dọa sẽ thả Hoàng thân Orhan, một kẻ tranh giành ngôi vị Ottoman, trừ khi Mehmed đáp ứng một số yêu cầu của ông. Bằng cách này, Mehmed coi Konstantinos đã vi phạm thỏa thuận đình chiến, vào mùa đông năm 1451-1452, Mehmed cho người xây dựng Rumelihisari, một pháo đài trên một ngọn đồi ở phía châu Âu của Bosporus, nằm ở phía bắc thành phố cắt đứt tuyến đường liên lạc với Biển Đen ở phía đông. Thêm vào đó xây thêm Anadoluhisarı, pháo đài đối diện với Rumelihisari về phía châu Á, khiến cho Đế quốc Ottoman nắm toàn quyền kiểm soát đường giao thông trên biển qua eo biển Bosporus. Đối với Konstantinos đó rõ ràng là hành động mở đầu cho việc vây hãm và ngay lập tức bắt đầu tổ chức phòng ngự.
Trước tiên Konstantinos hạ lệnh huy động tiền bạc cho việc dự trữ lương thực cho cuộc vây hãm sắp tới và sửa sang tường thành Theodosius đã quá cũ kỹ, nhưng nền kinh tế nghèo nàn không cho phép ông tăng cường thêm quân binh cần thiết để giúp họ chống lại đội quân Ottoman đông đảo. Không còn hy vọng gì vào bất kỳ loại hình viện trợ quân sự nào cả, Konstantinos XI kêu gọi phương Tây tái xác nhận sự hợp nhất giữa Giáo hội phương Đông và Thiên Chúa giáo La Mã đã được ký kết tại Công đồng Florence, một điều kiện mà Giáo hội Công giáo áp đặt đối với bất kỳ việc cung cấp sự trợ giúp nào. Sự hợp nhất đã bị những người thuộc phe chống hợp nhất ("anthenotikoi") chỉ trích dữ dội trong đám thần dân của ông. Trong khi đó Loukas Notaras, Đại thần chính kiêm chỉ huy quân sự thuộc phái chống hợp nhất ngày càng xa lánh Konstantinos. Cuối cùng, dù một số thành bang thương nghiệp ở miền bắc Ý đồng ý gửi quân sang trợ giúp việc phòng thủ nhưng sự đóng góp của phương Tây quá ít ỏi so với quân số và thực lực của Ottoman. Konstantinos buộc phải tìm kiếm sự giúp đỡ từ những người anh em khác của ông ở Morea, không may bất kỳ sự trợ giúp về mặt quân sự đều bị quân đội Ottoman ngăn chặn khi họ xâm lược bán đảo vào năm 1452. Cuộc vây hãm thành phố bắt đầu vào mùa đông năm 1452. Konstantinos với lực lượng tự vệ khoảng 60.000 cư dân và 7.000 quân của ông phải đối mặt với một cuộc vây hãm với cả một đạo quân Thổ đông đảo, được hỗ trợ bởi một khí cụ công thành tiên tiến do nhà chế tạo súng rất giỏi người Hungary là Orban thiết kế.

### Cái chết

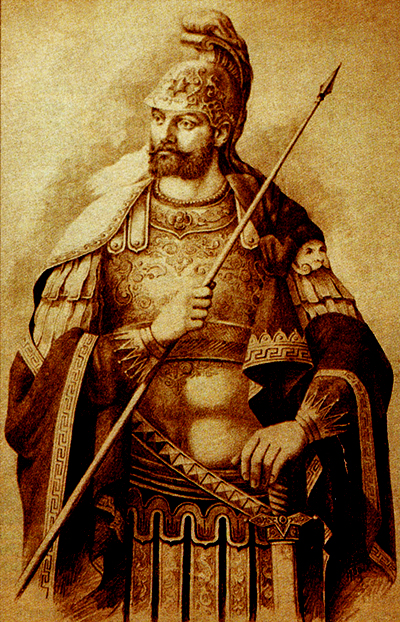
Một bức chân dung của Konstantinos XI.

Trước khi bắt đầu công hãm, Mehmed II đã phái sứ giả đến chỗ Konstantinos XI, đề nghị sẽ tha chết nếu Hoàng đế tự nguyện dâng thành quy hàng người Thổ, với lời hứa hẹn đảm bảo vẫn để Konstantinos tiếp tục trị vì tại Mistra, theo lời của sử gia G.Sphrantzes thì Konstantinos đã gửi thư hồi âm lại như sau:

Giao cả thành phố này cho ngài đã vượt xa quyền hạn của tôi hoặc bất cứ ai sống ở đây, đối với tất cả chúng tôi, sau khi quyết định cùng nhau thà chết chứ không chịu cúi đầu dâng hàng một cách nhục nhã.

Konstantinos chỉ huy toàn bộ lực lượng phòng thủ của thành phố và tham gia vào cuộc quyết chiến cuối cùng bên cạnh binh sĩ của ông trong tường thành. Cùng lúc đó, ông dùng kỹ năng ngoại giao để duy trì sự hợp nhất cần thiết giữa lực lượng Genova, Venice và Hy Lạp. Vào ngày 29 tháng 5 năm 1453, sau mấy giờ công phá dữ dội, toàn bộ thành phố Constantinopolis rơi vào tay quân Thổ. Lời nói cuối cùng của ông còn được ghi chép là "Thành phố thất thủ và Trẫm vẫn còn sống", sau đó ông cởi bỏ hoàng bào, vứt hết đồ trang sức để không ai nhận ra rồi thay y phục binh lính tiếp tục chiến đấu bên cạnh tàn quân còn lại cho tới khi bị quân Thổ xông vào giết chết.

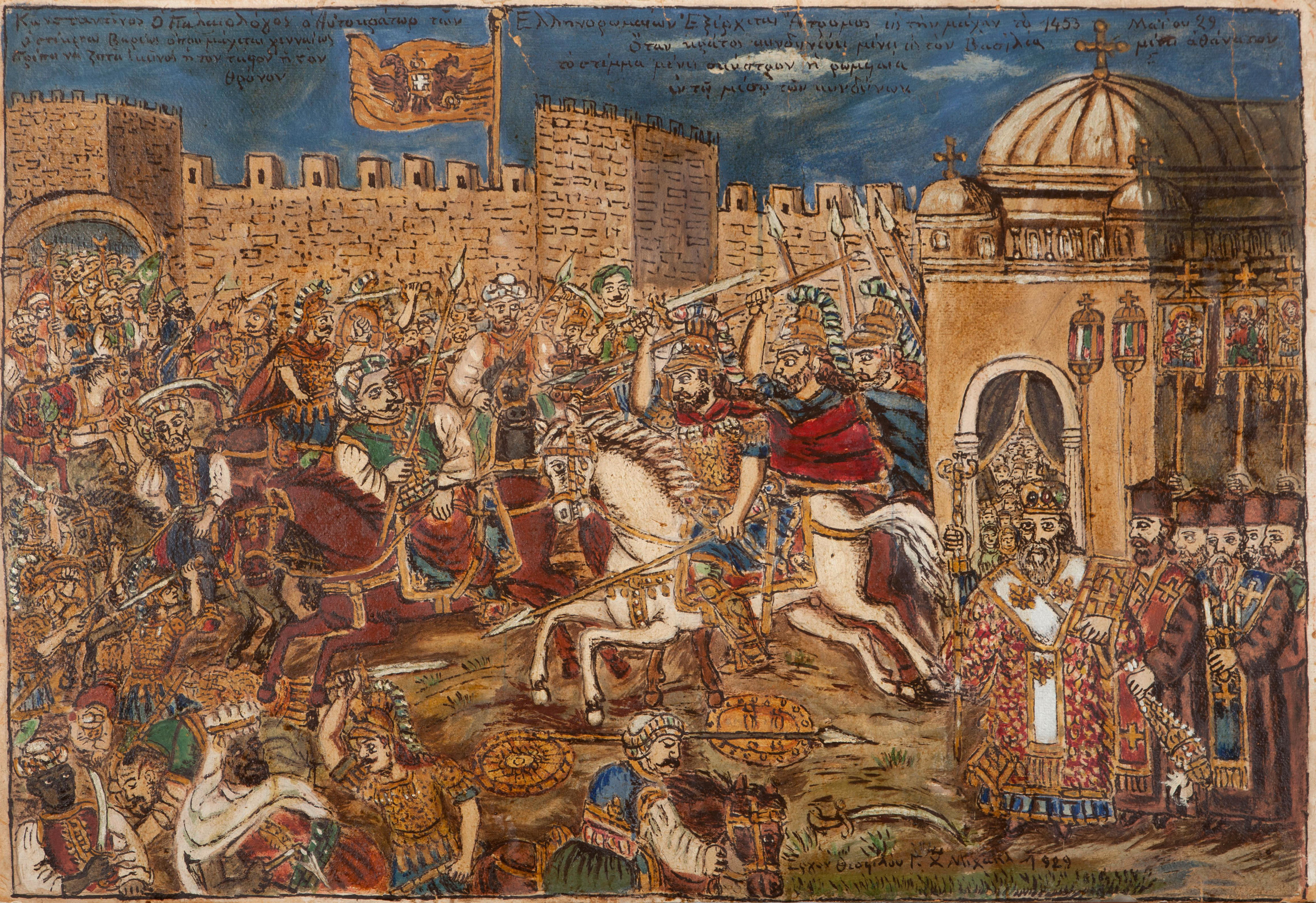
Hoàng đế Hy-La Konstantinos Palaiologos đích thân chiến đấu chống lại người Thổ trong trận chiến ngày 29 tháng 5 năm 1453. Họa phẩm của Theophilos Chatzimichail.

Một tài liệu giả về cái chết của Konstantinos được sử gia Thổ Tursun Beg ghi chép lại vì ông là một nhân chứng trong cuộc vây hãm đó, theo lời ông cho biết rằng Hoàng đế Konstantinos đã bị một tên lính Thổ cấp bậc azab đâm chết trong khi cố gắng chạy trốn cùng đoàn tùy tùng của mình. Dù theo một số người như Sphrantzes cho đó chỉ là một cái cớ, ông là người nghi ngờ sự thật về câu chuyện của chính Hoàng đế về sau được nhận dạng bởi đôi ủng màu tía của ông và bản thân ông bị bắt đem ra xử trảm và cái đầu được gửi qua Tiểu Á để quân Thổ hợp pháp hoá chiến thắng, nhiều khả năng là người Thổ chưa bao giờ có thể nhận biết thi thể của ông, khi Mehmed cố sức tìm kiếm thi hài Konstantinos chỉ để hoàn tất chiến thắng vang dội của mình.
Người Thổ mau chóng cử binh sĩ tới lục soát trong số những người chết và cái xác tìm thấy đầu tiên được cho là của Hoàng đế, một thi thể mang đôi vớ bằng lụa với một con đại bàng thêu trong đó, riêng cái đầu bị quân Thổ chặt ra mang đi diễu hành xung quanh thủ đô trong cảnh điêu tàn. Tuy nhiên, hành động này của quân Thổ đã thất bại trong việc thu phục nhân tâm dân chúng Constantinopolis vẫn còn luyến tiếc ông. Chí ít; vị Hoàng đế La Mã thứ 88 đã sống một đời tận trung báo quốc, ít nhất là thoát khỏi sự kìm kẹp của Đế quốc Ottoman bằng cái chết oanh liệt và rằng cuối cùng có nhiều khả năng thi thể Konstantinos được chôn cất trong một ngôi mộ tập thể cùng với những người lính trung thành của mình.

## Di sản

Một bức tượng của Konstantinos XI ở Hy Lạp.

Truyền thuyết nói rằng quân Thổ tiến vào thành phố, một thiên sứ đến giải cứu ông rồi biến ông thành đá cẩm thạch và đặt trong một hang động dưới đất gần Cổng Vàng, nơi ông chờ đợi vị Vua trên núi tái sinh nhằm tái chinh phục thành phố cho người Thiên Chúa giáo.
Trong khi làm đại sứ tại Nga vào tháng 2 năm 1834, Ahmed Pasha đã trao tặng Sa hoàng Nicholas một số quà tặng, bao gồm một thanh kiếm nạm ngọc được cho là lấy từ xác chết của Konstantinos XI.
Konstantinos XI được sử dụng để tập hợp người Hy Lạp trong cuộc chiến tranh giành độc lập với Đế quốc Ottoman. Đến Hoàng đế được coi là anh hùng quốc gia tại Hy Lạp. Trong cuộc chiến tranh bán đảo Balkan và Chiến tranh Hy Lạp - Thổ Nhĩ Kỳ, dưới sự ảnh hưởng của Tư tưởng Megali. Tại Hy Lạp, ông được coi như là sự xác nhận phổ biến của lời tiên tri huyền thoại về nhà Vua Cẩm Thạch, người sẽ giải phóng Constantinopolis và tái tạo Đế quốc bị mất.
Di sản Konstantinos Palaiologos vẫn là chủ đề phổ biến trong văn hóa Hy Lạp. Nhà soạn nhạc nổi tiếng đương thời Apostolos Kaldaras và Stamatis Spanoudakis đã viết một khúc bi thương về Vua Cẩm Thạch.

## Phong thánh
Một số Giáo hội Chính Thống giáo Đông phương và Công giáo Hy Lạp đều coi Konstantinos XI là một vị thánh (hoặc một anh hùng dân tộc tử vì đạo hoặc người ái quốc, (tiếng Hy Lạp: ἐθνομάρτυρας). Tuy nhiên, Giáo hội Chính Thống giáo Hy Lạp chưa bao giờ phong thánh cho ông.

## Phả hệ
| \| \| \| \| \| \| \| \| \| \| \| \| \| \| \| \| \| \| \| \| 16. Michael IX Palaiologos \| \| \| \| \| \| \| \| \| \| \| \| \| \| \| \| \| \| \| \| \| \| \| \| \| \| \| \| \| \| \| \| \| \| \| \| \| \| \| \| \| \| \| \| \| \| \| \| \| \| \| \| \| \| 8. Andronikos III Palaiologos \| \| \| \| \| \| \| \| \| \| \| \| \| \| \| \| \| \| \| \| \| \| \| \| \| \| \| \| \| \| \| \| \| \| \| \| \| \| \| \| \| \| \| \| \| \| \| \| \| \| \| \| \| \| 17. Rita của Armenia \| \| \| \| \| \| \| \| \| \| \| \| \| \| \| \| \| \| \| \| \| \| \| \| \| \| \| \| \| \| \| \| \| \| \| \| \| \| \| \| \| \| \| \| \| \| \| \| \| \| \| \| \| \| 4. Ioannes V Palaiologos \| \| \| \| \| \| \| \| \| \| \| \| \| \| \| \| \| \| \| \| \| \| \| \| \| \| \| \| \| \| \| \| \| \| \| \| \| \| \| \| \| \| \| \| \| \| \| \| \| \| \| \| \| \| 18. Amadeus V, Bá tước Savoy \| \| \| \| \| \| \| \| \| \| \| \| \| \| \| \| \| \| \| \| \| \| \| \| \| \| \| \| \| \| \| \| \| \| \| \| \| \| \| \| \| \| \| \| \| \| \| \| \| \| \| \| \| \| 9. Anna xứ Savoy \| \| \| \| \| \| \| \| \| \| \| \| \| \| \| \| \| \| \| \| \| \| \| \| \| \| \| \| \| \| \| \| \| \| \| \| \| \| \| \| \| \| \| \| \| \| \| \| \| \| \| \| \| \| 19. Maria xứ Brabant \| \| \| \| \| \| \| \| \| \| \| \| \| \| \| \| \| \| \| \| \| \| \| \| \| \| \| \| \| \| \| \| \| \| \| \| \| \| \| \| \| \| \| \| \| \| \| \| \| \| \| \| \| \| 2. Manuel II Palaiologos \| \| \| \| \| \| \| \| \| \| \| \| \| \| \| \| \| \| \| \| \| \| \| \| \| \| \| \| \| \| \| \| \| \| \| \| \| \| \| \| \| \| \| \| \| \| \| \| \| \| \| \| \| \| 20. Mikhael Kantakouzenos \| \| \| \| \| \| \| \| \| \| \| \| \| \| \| \| \| \| \| \| \| \| \| \| \| \| \| \| \| \| \| \| \| \| \| \| \| \| \| \| \| \| \| \| \| \| \| \| \| \| \| \| \| \| 10. Ioannes VI Kantakouzenos \| \| \| \| \| \| \| \| \| \| \| \| \| \| \| \| \| \| \| \| \| \| \| \| \| \| \| \| \| \| \| \| \| \| \| \| \| \| \| \| \| \| \| \| \| \| \| \| \| \| \| \| \| \| 21. Theodora Palaiologina Angelina Kantakouzene \| \| \| \| \| \| \| \| \| \| \| \| \| \| \| \| \| \| \| \| \| \| \| \| \| \| \| \| \| \| \| \| \| \| \| \| \| \| \| \| \| \| \| \| \| \| \| \| \| \| \| \| \| \| 5. Helena Kantakouzene \| \| \| \| \| \| \| \| \| \| \| \| \| \| \| \| \| \| \| \| \| \| \| \| \| \| \| \| \| \| \| \| \| \| \| \| \| \| \| \| \| \| \| \| \| \| \| \| \| \| \| \| \| \| 22. Andronikos Asen \| \| \| \| \| \| \| \| \| \| \| \| \| \| \| \| \| \| \| \| \| \| \| \| \| \| \| \| \| \| \| \| \| \| \| \| \| \| \| \| \| \| \| \| \| \| \| \| \| \| \| \| \| \| 11. Irene Asanina \| \| \| \| \| \| \| \| \| \| \| \| \| \| \| \| \| \| \| \| \| \| \| \| \| \| \| \| \| \| \| \| \| \| \| \| \| \| \| \| \| \| \| \| \| \| \| \| \| \| \| \| \| \| 23. Tarchaneiotissa \| \| \| \| \| \| \| \| \| \| \| \| \| \| \| \| \| \| \| \| \| \| \| \| \| \| \| \| \| \| \| \| \| \| \| \| \| \| \| \| \| \| \| \| \| \| \| \| \| \| \| \| \| \| 1. Konstantinos XI Palaiologos \| \| \| \| \| \| \| \| \| \| \| \| \| \| \| \| \| \| \| \| \| \| \| \| \| \| \| \| \| \| \| \| \| \| \| \| \| \| \| \| \| \| \| \| \| \| \| \| \| \| \| \| \| \| 24. Dragimir \| \| \| \| \| \| \| \| \| \| \| \| \| \| \| \| \| \| \| \| \| \| \| \| \| \| \| \| \| \| \| \| \| \| \| \| \| \| \| \| \| \| \| \| \| \| \| \| \| \| \| \| \| \| 12. Dejan Dragaš \| \| \| \| \| \| \| \| \| \| \| \| \| \| \| \| \| \| \| \| \| \| \| \| \| \| \| \| \| \| \| \| \| \| \| \| \| \| \| \| \| \| \| \| \| \| \| \| \| \| \| \| \| \| 6. Konstantinos Dragaš \| \| \| \| \| \| \| \| \| \| \| \| \| \| \| \| \| \| \| \| \| \| \| \| \| \| \| \| \| \| \| \| \| \| \| \| \| \| \| \| \| \| \| \| \| \| \| \| \| \| \| \| \| \| 26. Stefan Uroš III Dečanski của Serbia \| \| \| \| \| \| \| \| \| \| \| \| \| \| \| \| \| \| \| \| \| \| \| \| \| \| \| \| \| \| \| \| \| \| \| \| \| \| \| \| \| \| \| \| \| \| \| \| \| \| \| \| \| \| 13. Theodora của Serbia \| \| \| \| \| \| \| \| \| \| \| \| \| \| \| \| \| \| \| \| \| \| \| \| \| \| \| \| \| \| \| \| \| \| \| \| \| \| \| \| \| \| \| \| \| \| \| \| \| \| \| \| \| \| 27. Maria Palaiologina \| \| \| \| \| \| \| \| \| \| \| \| \| \| \| \| \| \| \| \| \| \| \| \| \| \| \| \| \| \| \| \| \| \| \| \| \| \| \| \| \| \| \| \| \| \| \| \| \| \| \| \| \| \| 3. Helena Dragaš \| \| \| \| \| \| \| \| \| \| \| \| \| \| \| \| \| \| \| \| \| \| \| \| \| \| \| \| \| \| \| \| \| \| \| \| \| \| \| \| \| \| \| \| \| \| \| \| \| \| \| \| |                                                 |  |  |  |  |  |  |  |  |  |  |  |  |  |  |  |
| |                                                 |  |  |  |  |  |  |  |  |  |  |  |  |  |  |  |
| | 16. Michael IX Palaiologos                      |  |  |  |  |  |  |  |  |  |  |  |  |  |  |  |
| |                                                 |  |  |  |  |  |  |  |  |  |  |  |  |  |  |  |
| |                                                 |  |  |  |  |  |  |  |  |  |  |  |  |  |  |  |
| | 8. Andronikos III Palaiologos                   |  |  |  |  |  |  |  |  |  |  |  |  |  |  |  |
| |                                                 |  |  |  |  |  |  |  |  |  |  |  |  |  |  |  |
| |                                                 |  |  |  |  |  |  |  |  |  |  |  |  |  |  |  |
| | 17. Rita của Armenia                            |  |  |  |  |  |  |  |  |  |  |  |  |  |  |  |
| |                                                 |  |  |  |  |  |  |  |  |  |  |  |  |  |  |  |
| |                                                 |  |  |  |  |  |  |  |  |  |  |  |  |  |  |  |
| | 4. Ioannes V Palaiologos                        |  |  |  |  |  |  |  |  |  |  |  |  |  |  |  |
| |                                                 |  |  |  |  |  |  |  |  |  |  |  |  |  |  |  |
| |                                                 |  |  |  |  |  |  |  |  |  |  |  |  |  |  |  |
| | 18. Amadeus V, Bá tước Savoy                    |  |  |  |  |  |  |  |  |  |  |  |  |  |  |  |
| |                                                 |  |  |  |  |  |  |  |  |  |  |  |  |  |  |  |
| |                                                 |  |  |  |  |  |  |  |  |  |  |  |  |  |  |  |
| | 9. Anna xứ Savoy                                |  |  |  |  |  |  |  |  |  |  |  |  |  |  |  |
| |                                                 |  |  |  |  |  |  |  |  |  |  |  |  |  |  |  |
| |                                                 |  |  |  |  |  |  |  |  |  |  |  |  |  |  |  |
| | 19. Maria xứ Brabant                            |  |  |  |  |  |  |  |  |  |  |  |  |  |  |  |
| |                                                 |  |  |  |  |  |  |  |  |  |  |  |  |  |  |  |
| |                                                 |  |  |  |  |  |  |  |  |  |  |  |  |  |  |  |
| | 2. Manuel II Palaiologos                        |  |  |  |  |  |  |  |  |  |  |  |  |  |  |  |
| |                                                 |  |  |  |  |  |  |  |  |  |  |  |  |  |  |  |
| |                                                 |  |  |  |  |  |  |  |  |  |  |  |  |  |  |  |
| | 20. Mikhael Kantakouzenos                       |  |  |  |  |  |  |  |  |  |  |  |  |  |  |  |
| |                                                 |  |  |  |  |  |  |  |  |  |  |  |  |  |  |  |
| |                                                 |  |  |  |  |  |  |  |  |  |  |  |  |  |  |  |
| | 10. Ioannes VI Kantakouzenos                    |  |  |  |  |  |  |  |  |  |  |  |  |  |  |  |
| |                                                 |  |  |  |  |  |  |  |  |  |  |  |  |  |  |  |
| |                                                 |  |  |  |  |  |  |  |  |  |  |  |  |  |  |  |
| | 21. Theodora Palaiologina Angelina Kantakouzene |  |  |  |  |  |  |  |  |  |  |  |  |  |  |  |
| |                                                 |  |  |  |  |  |  |  |  |  |  |  |  |  |  |  |
| |                                                 |  |  |  |  |  |  |  |  |  |  |  |  |  |  |  |
| | 5. Helena Kantakouzene                          |  |  |  |  |  |  |  |  |  |  |  |  |  |  |  |
| |                                                 |  |  |  |  |  |  |  |  |  |  |  |  |  |  |  |
| |                                                 |  |  |  |  |  |  |  |  |  |  |  |  |  |  |  |
| | 22. Andronikos Asen                             |  |  |  |  |  |  |  |  |  |  |  |  |  |  |  |
| |                                                 |  |  |  |  |  |  |  |  |  |  |  |  |  |  |  |
| |                                                 |  |  |  |  |  |  |  |  |  |  |  |  |  |  |  |
| | 11. Irene Asanina                               |  |  |  |  |  |  |  |  |  |  |  |  |  |  |  |
| |                                                 |  |  |  |  |  |  |  |  |  |  |  |  |  |  |  |
| |                                                 |  |  |  |  |  |  |  |  |  |  |  |  |  |  |  |
| | 23. Tarchaneiotissa                             |  |  |  |  |  |  |  |  |  |  |  |  |  |  |  |
| |                                                 |  |  |  |  |  |  |  |  |  |  |  |  |  |  |  |
| |                                                 |  |  |  |  |  |  |  |  |  |  |  |  |  |  |  |
| | 1. Konstantinos XI Palaiologos                  |  |  |  |  |  |  |  |  |  |  |  |  |  |  |  |
| |                                                 |  |  |  |  |  |  |  |  |  |  |  |  |  |  |  |
| |                                                 |  |  |  |  |  |  |  |  |  |  |  |  |  |  |  |
| | 24. Dragimir                                    |  |  |  |  |  |  |  |  |  |  |  |  |  |  |  |
| |                                                 |  |  |  |  |  |  |  |  |  |  |  |  |  |  |  |
| |                                                 |  |  |  |  |  |  |  |  |  |  |  |  |  |  |  |
| | 12. Dejan Dragaš                                |  |  |  |  |  |  |  |  |  |  |  |  |  |  |  |
| |                                                 |  |  |  |  |  |  |  |  |  |  |  |  |  |  |  |
| |                                                 |  |  |  |  |  |  |  |  |  |  |  |  |  |  |  |
| | 6. Konstantinos Dragaš                          |  |  |  |  |  |  |  |  |  |  |  |  |  |  |  |
| |                                                 |  |  |  |  |  |  |  |  |  |  |  |  |  |  |  |
| |                                                 |  |  |  |  |  |  |  |  |  |  |  |  |  |  |  |
| | 26. Stefan Uroš III Dečanski của Serbia         |  |  |  |  |  |  |  |  |  |  |  |  |  |  |  |
| |                                                 |  |  |  |  |  |  |  |  |  |  |  |  |  |  |  |
| |                                                 |  |  |  |  |  |  |  |  |  |  |  |  |  |  |  |
| | 13. Theodora của Serbia                         |  |  |  |  |  |  |  |  |  |  |  |  |  |  |  |
| |                                                 |  |  |  |  |  |  |  |  |  |  |  |  |  |  |  |
| |                                                 |  |  |  |  |  |  |  |  |  |  |  |  |  |  |  |
| | 27. Maria Palaiologina                          |  |  |  |  |  |  |  |  |  |  |  |  |  |  |  |
| |                                                 |  |  |  |  |  |  |  |  |  |  |  |  |  |  |  |
| |                                                 |  |  |  |  |  |  |  |  |  |  |  |  |  |  |  |
| | 3. Helena Dragaš                                |  |  |  |  |  |  |  |  |  |  |  |  |  |  |  |
| |                                                 |  |  |  |  |  |  |  |  |  |  |  |  |  |  |  |
| |                                                 |  |  |  |  |  |  |  |  |  |  |  |  |  |  |  |

## Ảnh hưởng văn hóa
- Hoàng đế Konstantinos XI do Cahit Irgat đóng vai trong bộ phim Thổ Nhĩ Kỳ năm 1951 İstanbul'un Fethi.
- Recep Aktuğ đóng vai Hoàng đế Konstantinos XI trong bộ phim Thổ Nhĩ Kỳ năm 2012 Fetih 1453.